# Gare de Beauvais
Gare de Beauvais – stacja kolejowa w Beauvais, w regionie Hauts-de-France, we Francji. Znajdują się tu 3 perony.